# Réserve biologique intégrale de l'Aulp du Seuil
La réserve biologique intégrale de l'Aulp du Seuil est une aire protégée de France ayant le statut de réserve biologique intégrale. Elle se trouve dans le centre du massif de la Chartreuse, sur le versant oriental de la crête des Lances de Malissard, couvrant la forêt de l'aulp du Seuil. Elle mesure 165,45 hectares de superficie sur la commune de Plateau-des-Petites-Roches en Isère.